# Aphthona sinuatipennis
Aphthona sinuatipennis es un coleóptero de la familia Chrysomelidae. Fue descrita científicamente por primera vez en 2002 por Konstantinov & Lingafelter.